# Meghökkentő mesék (televíziós sorozat)
A Meghökkentő mesék (Tales of the Unexpected) Roald Dahl művein alapuló rejtélyes történeteket tartalmazó tévésorozat, amely 1979 és 1988 között készült. Az első két évadban Dahl maga vezette be az epizódokat egy-egy rövid monológgal. Kilenc évad alatt összesen 112 epizódot készítettek. A sorozatot Magyarországon elsőként a Magyar Televízió mutatta be. Az első részt 1982. február 13-án vetítették a Szombat esti filmkoktél műsorblokkban.

## Tartalom
Az epizódok kezdetben Dahl novelláin alapultak, amelyeket már megjelent a Tales of the Unexpected, Kiss Kiss et Someone Like You című könyveiben. A második évadban már más szerzők is írtak epizódokat. A harmadik évadtól a sorozat végéig Dahl bevezetőit már nem használták, és ő sem jelent meg az epizódok elején. Az amerikai adaptációban John Houseman vállalta a bevezető monológot. Az egyes részekre jellemző volt, hogy általában váratlan cselekményfordulattal zárultak. A kilencedik évad tíz epizódjából négy William Somerset Maugham írásaiból készült (például A sekrestyés, A nagybetűs élet, illetve A mindenttudó úr).
A sorozatban volt magyar vonatkozású epizód is: a negyedik évad kilencedik része Molnár Ferenc egyik karcolatán alapul, amely a Toll című kötetben jelent meg 1928-ban, és egy szerteágazó sikkasztási ügyről szól.
A széria sikeréhez hozzájárult a főcím és a képi világot alátámasztó főcímzene is.

## Epizódok
- 1. évad
  - 9 epizód	(1979. március 24. – 1979. május 19.)[3]
- 2. évad
  - 16 epizód (1980. március 1.–	1980. június 14.)[3]
- 3. évad
  - 9 epizód	(1980. augusztus 9. – 1980. december 19.)[3]
- 4. évad
  - 17 epizód (1981. április 5. – 1981. december 26.)[3]
- 5. évad
  - 18 epizód (1982. április 25. – 1983. január 2.)[3]
- 6. évad
  - 14 epizód (1983. április 9. – 1983. szeptember 3.)[3]
- 7. évad
  - 15 epizód (1984. május 12. – 1984. október 21.)[3]
- 8. évad
  - 4 epizód	(1985. március 30. – 1985. július 28.)[3]
- 9. évad
  - 10 epizód (1987. december 18. – 1988. május 13.)[3]

### Első évad (1979)
1. Egy ember délről
2. Mrs Bixby és a szőrmekabát
3. William és Mary
4. Báránysült hentesné módra
5. A házinéni
6. A fába szorult féreg
7. Hódító Edward
8. Ugrás a mélybe
9. Út a mennyországba

## Szereplők
A sorozatban minden epizódhoz új szereplők kerültek. Számos nemzetközileg sikeres színészt alkalmaztak a sorozat egyes részeinél. Többek között szerepeltek: Peter Cushing, José Ferrer, Eli Wallach, Telly Savalas, Julie Harris, Joan Collins, Don Johnson, Shane Rimmer, George Peppard, Rod Taylor, Sir John Gielgud, Joseph Cotten, Van Johnson, Richard Basehart, Janet Leigh és Jennifer Connelly.

## Díjak
- Edgar Allan Poe-díj a Skin című epizódért (1980)
- Ron Grainert BAFTA-díjra jelölték a legjobb televíziós zenéért (1981)

## Fordítás
- Ez a szócikk részben vagy egészben  a   Die unglaublichen Geschichten von Roald Dahl című német Wikipédia-szócikk ezen változatának fordításán alapul.  Az eredeti cikk szerkesztőit annak laptörténete sorolja fel. Ez a jelzés csupán a megfogalmazás eredetét és a szerzői jogokat jelzi, nem szolgál a cikkben szereplő információk forrásmegjelöléseként.